# La vida en nuestro planeta
La vida en nuestro planeta (título original en inglés: Life on Our Planet) es una serie documental de naturaleza de televisión en streaming estadounidense lanzada en Netflix y producida por Amblin Television y Silverback Films. Producida por Steven Spielberg y narrada por Morgan Freeman, la serie se centra en la historia evolutiva de la vida compleja en la Tierra. Tras su lanzamiento, la serie recibió críticas generalmente mixtas, con elogios por sus efectos visuales, banda sonora y escala, pero críticas por su presentación, formato y guion.

## Desarrollo y estreno
Netflix anunció la serie por primera vez el 1 de noviembre de 2022. Silverback Films y Amblin Television son las productoras de la serie. Steven Spielberg figura como productor ejecutivo de la serie. Morgan Freeman actúa como narrador de la serie.
Netflix lanzó un adelanto de la serie en YouTube el 22 de agosto de 2023, mientras que el avance oficial se lanzó el 26 de septiembre. La serie consta de ocho episodios. La serie incluye un híbrido de imágenes generadas por computadora (CGI) y videografía en vivo. Witness Books publicó un libro relacionado de Tom Fletcher.

## Episodios
| N.º | Título                    | Director               | Fecha de estreno      |
| --- | ------------------------- | ---------------------- | --------------------- |
| 1   | "The Rules of Life"       | Adam Chapman           | 25 de octubre de 2023 |
| 2   | "The First Frontier"      | Gisle Sverdrup         | 25 de octubre de 2023 |
| 3   | "Invaders of the Land"    | Sophie Lanfear         | 25 de octubre de 2023 |
| 4   | "In Cold Blood"           | Barny Revill           | 25 de octubre de 2023 |
| 5   | "In the Shadow of Giants" | Barny Revill           | 25 de octubre de 2023 |
| 6   | "Out of the Ashes"        | Nick Shoolingin-Jordan | 25 de octubre de 2023 |
| 7   | "Inheriting the Earth"    | Adam Chapman           | 25 de octubre de 2023 |
| 8   | "Age of Ice and Fire"     | Sophie Lanfear         | 25 de octubre de 2023 |